# Urso-europeu
O urso-europeu (Ursus arctos arctos), também chamado urso-pardo-europeu ou urso-pardo-euroasiático, é uma subespécie de urso pardo e é encontrado em algumas partes da Europa e da Ásia.

## Características
Os ursos-europeus possuem o pelo de cor castanho-escuro ou castanho-claro, com reflexos dourados em alguns casos, e os pelos podem medir 10 centímetros de comprimento. Os pelos das patas, normalmente, são mais escuros que os pelos de outras partes do corpo.
- Commons
- Wikispecies

Os ursos-europeus machos medem de 1,70 a 2,50 metros de comprimento, e cerca de 3 metros de altura quando ficam de pé; pesam até 280 quilos, enquanto as fêmeas são consideravelmente mais leves, pesando 160 quilos ou um pouco mais.
Assim como todos os outros ursos-pardos, possuem uma típica corcunda de músculos na nuca.
Vivem entre 25 a 30 anos.

## Ameaçado de extinção
O urso-europeu está ameaçado de extinção devido a desflorestação, caça e urbanização. Atualmente, as ameaças são apenas caça, incêndios e atropelamentos, pois a desflorestação e urbanização não são atividades ainda muito praticadas já que a Europa é um continente desenvolvido. A sua preservação varia muito de região para região, pois as populações estão muito fragmentadas. No centro da Europa, estão em risco de extinção, já nos Pirenéus e nos Alpes, estão em perigo crítico de extinção. Hoje, é encontrado apenas nos Alpes, nos Pirenéus, no Norte da Europa (Finlândia, Rússia, Suécia), nos Balcãs (uma pequena cordilheira situada em alguns países balcânicos como Grécia, Bulgária, Romênia e Eslovênia), e alguns poucos nos Montes Cárpatos. Além da caça, outra atividade que já contribui para diminuir a população selvagem de ursos na Europa foi sua utilização em espetáculos de circos e encenações pelas ruas. Após serem capturados enquanto filhotes, os ursos aprendiam, por exemplo, a andar de pé, segurar bengalas e acenar com a pata. Nos Pirenéus, localizados entre França e Espanha, existem aproximadamente 100 exemplares (20 na França e 80 na Espanha). O governo francês vem tentando evitar o desaparecimento desses animais nos Pirenéus introduzindo ursos-europeus da Eslovênia.

## Histórico demográfico
- Na Alemanha

Na Alemanha, os ursos-europeus foram extintos por volta de 1835. Mas, em 2006, um urso-europeu que havia sido reintroduzido na natureza nos Alpes Italianos, andou, à procura de companhia, até a Alemanha. Foi o primeiro urso selvagem na Alemanha em 171 anos. Foi morto por caçadores.
- Na França

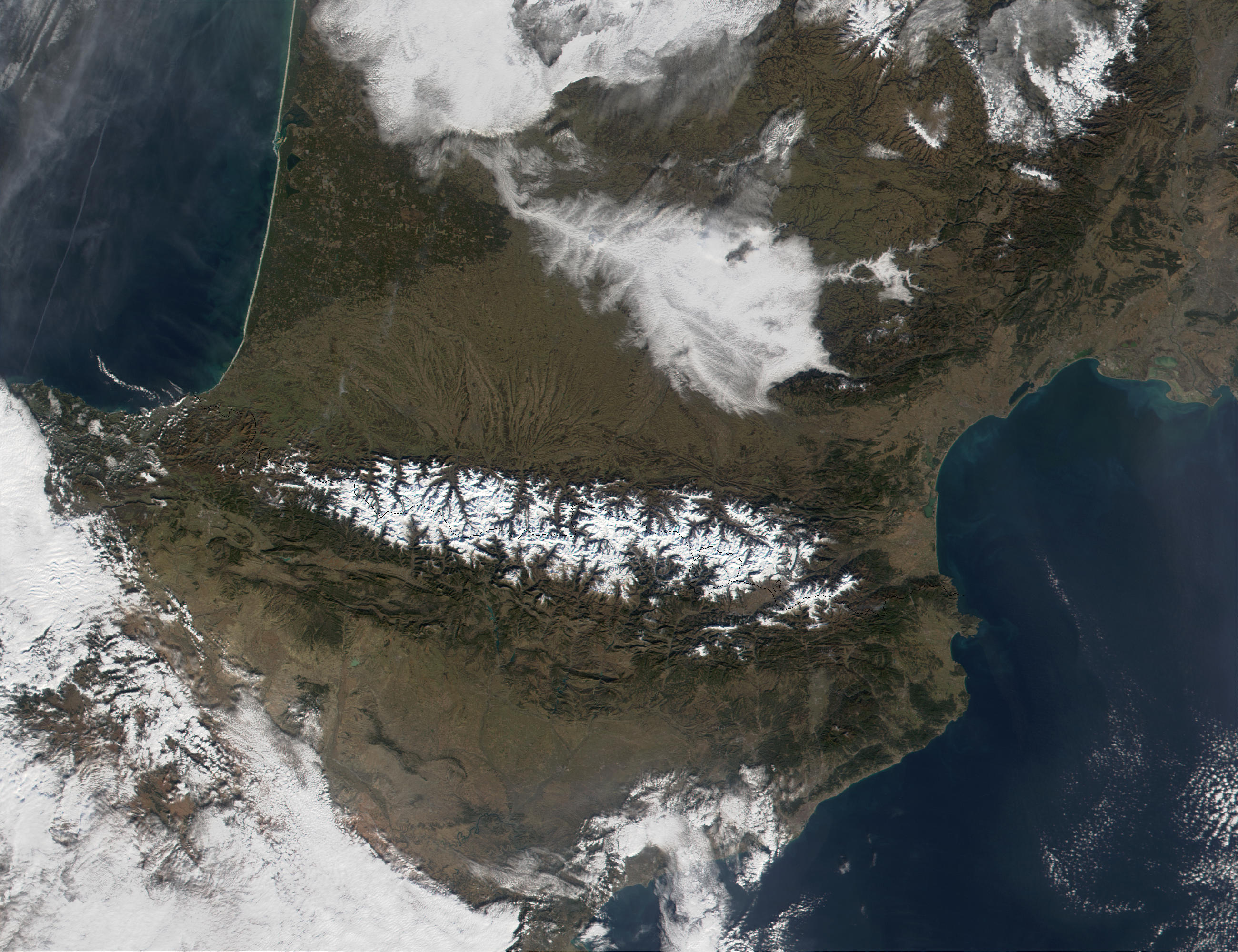
Os Pirenéus, onde existem 100 ursos-europeus (Cortesia NASA)

Na França, existem muitos esforços para a preservação dos ursos-europeus nos Montes Pirenéus. Em 1987, existiam de 15 a 20 ursos nos Pirenéus, porém, em 1995, este número havia caído drasticamente para 6 indivíduos, e atualmente o número já subiu para 20 exemplares novamente. E vários fatores atrapalham esses esforços de preservação, como caçadores, atropelamentos, e principalmente, fazendeiros que alegam que os ursos atacam (ou pelo menos podem atacar) seus rebanhos. Os principais projetos consistem em capturar ursos-europeus em montanhas eslovenas e introduzi-los nos Pirenéus. O governo francês já entrou em acordos com o governo esloveno para a captura desses ursos, mas o governo francês deve arcar com todas as despesas. Atualmente, devem existir não mais do que 20 ursos-europeus vivendo em liberdade na França.
- Em Espanha

Existem mais de 80 ursos em Espanha, vivendo principalmente nos montes da cordilheira dos Pirenéus e nos montes Cantábricos, que ficam no nordeste da Espanha e no norte de Portugal. Em Portugal é considerado como extinto desde o século XVII. No entanto, há relatos que afirmam que ursos da comunidade cantábrica tenham atravessado esporadicamente a fronteira, até inícios do século XX, pelas regiões do Gerês e Montesinho em incursões esporádicas e irregulares.
- Nos países balcânicos

Nos países balcânicos, a convivência entre ursos e humanos é bem-sucedida. Na Eslovênia, fazendeiros utilizam cães para espantar ursos dos rebanhos, para evitar que eles ataquem animais domésticos. Existem aproximadamente 1000 ursos nos países balcânicos, e a maioria vive nas montanhas gregas. Na Grécia, existe um projeto chamado "Callisto", que serve para controlar e avaliar as populações de ursos e lobos no país, protegendo-os.
- Nos países nórdicos

Nos países nórdicos, a população de urso-europeus está bastante estável e não está muito ameaçada. Na Finlândia, por exemplo, existem reservas onde vivem ursos-europeus. Existem, aproximadamente, mais de 900 exemplares.
- Na Itália

Nos alpes italianos, principalmente no Vale Trentino, existem pequenas populações de ursos. Embora estas populações não sejam muito grandes, estão bem preservadas.

## Habitat

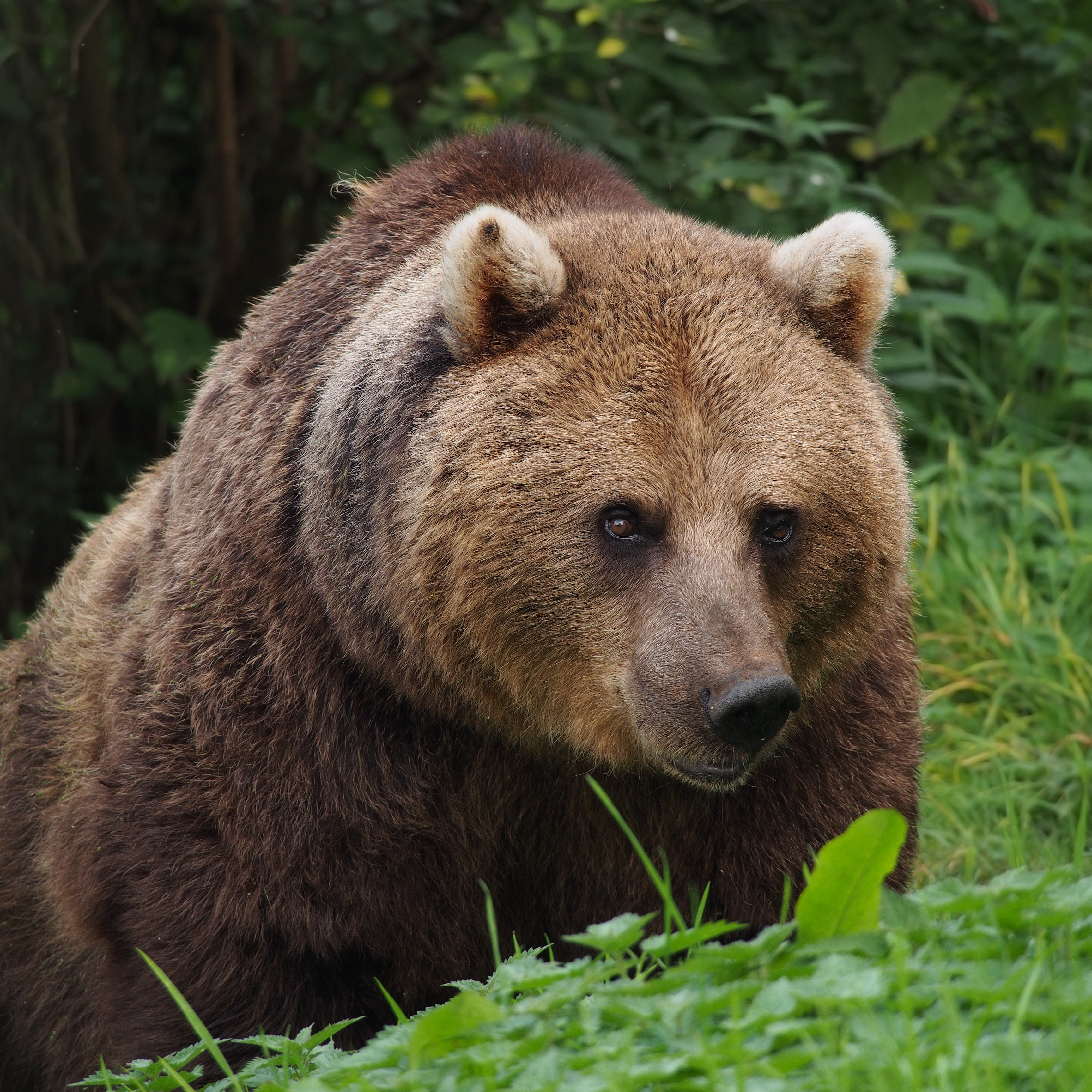
Um urso-europeu marrom.

Antigamente, os ursos-europeus habitavam muitas florestas da Europa. Mas atualmente estão restritos a pequenas áreas isoladas. Seu habitat inclui a vegetação alpina (nos Alpes, Pirenéus e Balcãs), floresta temperada e a floresta de coníferas ou taiga (no norte da Europa, montanhas e outras áreas).

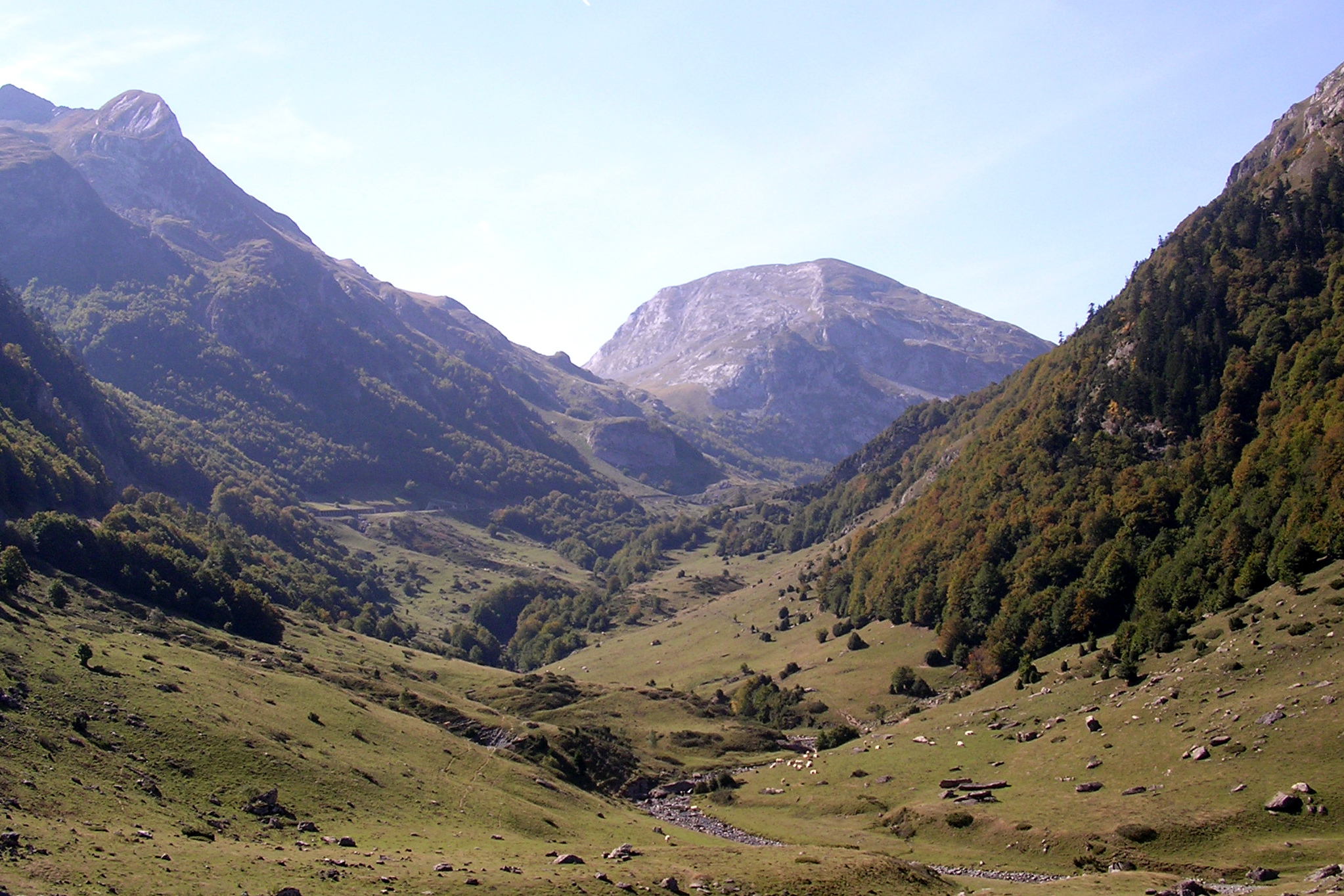
Vegetação alpina com pinheiros nos Pirenéus franceses, no Vale de Ossau

## Genética
Exames de DNA mitocondrial revelaram a existência de dois sub-grupos principais: um na Península Ibérica e o outro nos Balcãs.
Na Itália, existe um grupo de ursos-europeus criticamente em perigo de extinção, chamados de ursos-marsicanos. Porém, o urso-marsicano é considerado uma subespécie distinta do urso-europeu comum.

## Hábitos
Os ursos-europeus, como a maioria dos ursos, são solitários e vagam por seu território da primavera até o outono. Normalmente, os adultos são mais ativos de manhã e de tarde, entre 5 e 8 horas da noite. Os jovens costumam ter hábitos mais diurnos. Esses ursos não tem inimigos naturais, além do homem, e evitam quase todos os animais que não podem caçar. Nos meses frios hibernam, em cavernas ou buracos no chão, e vivem de suas reservas de gordura neste período de descanso. Sua temperatura corporal cai cerca de 4ºC para economizar energia, e o ritmo da respiração e batimentos cardíacos também diminuem. Porém, a hibernação dos ursos não é uma hibernação verdadeira, pois na maioria dos animais hibernantes, a temperatura cai muitos graus e entram em estado de letargia total, enquanto a temperatura dos ursos cai apenas quatro graus e não entram em letargia total, ou seja, podem acordar durante o período de hibernação.

## Reprodução
O urso-europeu geralmente é solitário, como os outros ursos, mas na época de reprodução é capaz de andar vários quilômetros à procura de um companheiro para se reproduzir.
Depois de um período de gestação que dura de seis a nove meses, nascem normalmente dois filhotes dentro do refúgio de inverno, que é geralmente uma toca. Eles são amamentados pela mãe durante um ano e meio, aproximadamente. Depois de crescerem, eles devem procurar seu próprio território.

## Alimentação
O urso-europeu alimenta-se de carne e vegetais: é um animal omnívoro. O urso-europeu pode caçar cabritos-monteses, camurças, coelhos selvagens, lebres e veados; mas pode caçar também animais domésticos, como ovelhas, carneiros, cabras, aves e coelhos. Alimenta-se também de pequenas frutas que encontra em arbustos na floresta, mel e insetos.